# Mathias Anchersen

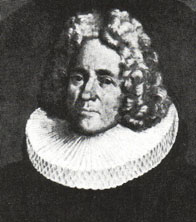
Mathias Anchersen.

Mathias Anchersen, född den 16 mars 1682 i Kolding, död den 26 februari 1741 i Ribe, var en dansk biskop. Han var son till biskop Ancher Anchersen och far till Johan Joachim Anchersen. 
Anchersens far var vid tiden för sonens födelse sognepræst i Kolding. Då fadern förflyttades till biskopsstolen i Ribe kom sonen i Ribe skola och dimitterades därifrån 1698. Vid universitetet studerade han särskilt de österländska språken, i vilka han uppnådde en osedvanlig färdighet, och anställdes därefter 1701 av sin far som rektor i Fredericia. 
Under umgänge med de judiska rabbinerna vid synagogan där fick han möjlighet till ytterligare utbildning i hebreiska. En frukt av dessa studier var en avhandling: Spicilegium defectus lexicorum rabbinicorum (1704), i vilken han lämnar upplysningar om betydelsen av en rad i den rabbinska litteraturen förekommande ord, som saknades i de dittills utgivna ordböckerna. 
Han reste därefter utomlands med kungligt understöd och besökte universitet i Tyskland, Holland och England, ständigt sysselsatt med orientaliska studier. På denna resa utgav han i Utrecht 1707 Poema Abu-Ismaelis Tograi på arabiska, beledsagad av en latinsk översättning; nästan hela upplagan av detta arbete gick emellertid förlorad genom skeppsbrott under transporten från Holland till Danmark. Några andra orientaliska arbeten, som han hade förberett, blev aldrig avslutade eller utgivna, i det han snart kom att ägna sig åt annan verksamhet. 
Vid hans hemkomst fanns det ingen plats som universitetslärare, som passade för hans utbildning, ledig, men han anställdes 1709 som professor i matematik och var från 1711 (den stränga pesttiden) tillika notarie i konsistoriet. År 1720 kallades han med tillåtelse till "ved Lejlighed at indtræde i det theologiske Fakultet" till sognepræst i Tårnby på Amager, ett pastorat som i äldre tid oftast innehades av tidigare universitetslärare; och 1726 förflyttades han därifrån till Trinitatis Kirke i Köpenhamn. 
I stadens brand 1728 miste han nästan all sin egendom, som han från sin bostad hade låtit föra in i kyrkan. Då en teologisk professur 1731 blev ledig, stötte hans utnämning till denna på bestämt motstånd hos kungen, som inte desto mindre samma år utnämnde honom till biskop i Ribe. I detta hans sista ämbete vållades honom många obehagligheter och sorger, och det synes, som om han endast i begränsad utsträckning har varit platsen vuxen i denna kyrkliga brytningstid. Varken hos Kirkeinspektionskollegiet eller hos stiftets prästerskap fick han stöd. 
Med skalden Christian Falster, som var hans samtida som rektor i Ribe, hade han upprepade gånger våldsamma sammanstötningar och stod ständigt i ett spänt förhållande till denne, men just gentemot honom hävdade han dock sin rätt. I övrigt levde Anchersen under högst olyckliga ekonomiska förhållanden, så att det till och med blev nödvändigt att året före hans död frånta honom skötseln av biskopsämbetets offentliga medel.